# Харкинос
Дивовски рак, Харкинос, чудовиште је које је помогло деветоглавој Хидри у бици са Херклом код Лерна. Херакле га је убио, али га је Хера наградила за његове услуге тако што га је поставила међу звијезде као сазвијежђе Рак.

## Митологија
Дивовски рак има мању улогу у Херакловом другом задатку. Док се Херакле борио са многоглавим чудовиштем, Хидром из Лерна, богиња Хера, која је мрзила ванрачног сина свог мужа Зевса, послала је Харкиноса да му одврати пажњу. Харкинос је покушао да убије Херакла, али га је Херакле ударио толико јако да је полетио у небо.
Према другој верзији мита, Харкинос је зграбио Хераклово стопало својим клијештима, али га је јунак згњечио својим стопалом, једва прекидајући своју битку са Хидром. Хера, захвалана за Харкиносов јуначки, али безвриједни труд, поставила га је међу звијезде. Међутим, ниједна од звијезда није сијала јако, јер Харкинос није успио да изврши задатак. Неки учењаци сматрају да је Харкинос касније додат миту, да би се Дванаест Хераклових задатака поклапало са дванаест знакова Зодијака.